# قضاء زبيد
قضاء زبيد أحد أقضية لواء الحديدة التابع لولاية اليمن في العهد العثماني، حيث قسمت الدولة العثمانية ما كانت تحكمه من ولاية اليمن إلى أربعة ألوية رئيسية، ويندرج تحته عدد من الأقضية، ويشمل كل قضاء عدة مخاليف أو النواحي.
مركزه مدينة زبيد ومن نواحيه: زبيد ، حيس ، وصاب العالي ، وصاب السافل.